# جيمس ديكسون (لاعب كرة قدم أمريكية)
جيمس ديكسون (بالإنجليزية: James Dixon)‏ هو لاعب كرة قدم أمريكية أمريكي، ولد في 2 فبراير 1967 في فيرنون في الولايات المتحدة.

## وصلات خارجية
- جيمس ديكسون على موقع مرجع كرة القدم المحترفة.كوم (الإنجليزية)